# Паланка (Черкасская область)
Пала́нка (укр. Паланка) — село в Уманском районе Черкасской области Украины.
Почтовый индекс — 20340. Телефонный код — 4744.
Адрес сельсовета: 20340, Черкасская обл., Уманский р-н, с. Паланка, ул. Ленина, 11.

## Происхождение названия
Относительно происхождения названия существует распространены 3 версии:
- Первая версия указывает на то, что это название происходит из времён монголо-татарского нашествия и означает — помещение, укреплённое жилище, ограждённое частоколом.
- Вторая версия, которая до сих пор распространена среди старожилов села, основывается на свидетельстве, что здесь было имение г-на Паланского, польский шляхтич. Он в урочище Зелёный Гай построил сахарный завод, но его впоследствии сожгли крестьяне. 2 зольника белогрудовской культуры крестьяне считают остатками этого завода. Эта версия не выдерживает критики, поскольку Паланка известна с XVII века, а, возможно, и была уже в XVI веке.
- Третья версия, по мнению учёных, наиболее соответствует действительности. Её сторонники считают, что слово «паланка» тюркского происхождения и вошло в обиход украинских казаков в XVI веке. Впоследствии паланкой называли район, территорию на Запорожских вольностях.

## Население
Население по переписи 2001 года составляло 1608 человек.

### Языковой состав
Родной язык населения по данным переписи 2001 года:
| Язык       | Численность, чел. | Доля     |
| ---------- | ----------------- | -------- |
| Украинский | 1 573             | 97,82 %  |
| Русский    | 33                | 2,05 %   |
| Другое     | 2                 | 0,13 %   |
| Итого      | 1 608             | 100,00 % |

## История

### Древний период

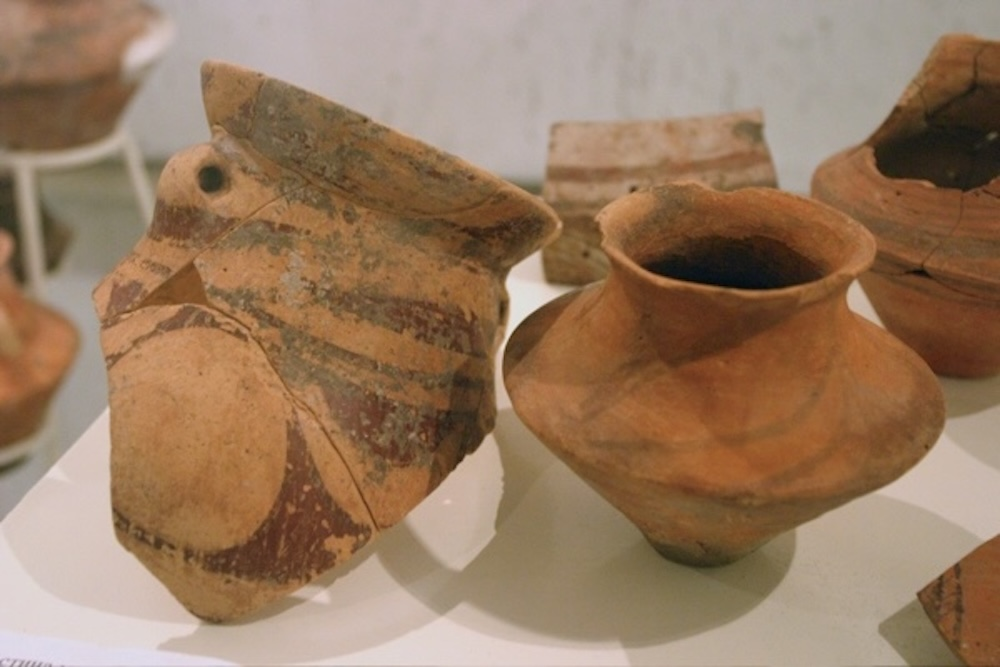
Трипольская керамика

Сочетание выгодных природных условий привело к заселению территории современного села ещё в глубокой древности. В Уманском районе, где находится Паланка, зафиксирована достаточно высокая концентрация и плотность поселений трипольской культуры. Во время археологических раскопок в селе и близлежащих землях было найдено 3 таких поселения. Мотыги из костей, следы зерна в пережжёной глине свидетельствуют о том, что трипольцы, которые проживали здесь, занимались земледелием. Кроме костяных и каменных орудий труда были найдены и медные изделия, в частности наконечник копья, который хранится в Уманском краеведческом музее. Этот экспонат показывает, что трипольцы также занимались и охотой.
О том, что данная местность была заполнена людьми в эпоху бронзы, свидетельствуют 2 поселения, но окончательно не удалось идентифицировать, какие племена здесь жили.
В урочище Зелёный Гай было выявлено 2 зольника, которые характерны для племен белогрудовской культуры. Экспедиции учёных из Киева исследовали их в 1954 и 1981 годах, но так и не смогли точно установить их принадлежность. Эти зольники представляют собой возвышение до 4 м, диаметром 35 м.
На территории Уманщины в начале 1970-х годов были обнаружены памятники киммерийского и скифского происхождения. В период сарматской колонизации скифы были ассимилированы и инкорпорированы в новую этническую общность. Сарматский период хронологически охватывает III век до н. э. — IV век н. э. Этническая диффузия, которая состоялась между частью сарматов и коренным населением, проявилась в черняховской культуре. Вокруг села было найдено 3 памятника этой культуры, исследование которых вёл краевед и исследователь Умани Ю. Храбан. Первое поселение, обнаруженное в 1961 году, находится на поле, на правом берегу речки Паланки. Обнаружены здесь находки гончарной и лепной посуды. Второе поселение, случайно найденное на расстоянии около 400 м к западу от первого поселения, расположено на левом берегу реки Паланки против впадения в неё реки Кочержинки. Здесь найдено несколько обломков черняховской гончарной керамики, а также обломки лепных горшков. Третье поселение случайно найдено у самого верховья ручья Хуторного, которая впадает в селе Городецком в реку Уманку. На левом берегу этого ручья встречаются обломки гончарной черняховской керамики.
Вблизи села также было выявлено 2 археологических памятника VI—IX вв., что свидетельствует о наличии славянских поселений, вероятно предков уличей. Впоследствии в X—XI вв. русичи будут сдерживать мощную экспансию кочевников на земли Киевской Руси. Летописи свидетельствуют, что с 1068 по 1215 годы половцы совершили около 35 нападений, пока завоевали эту землю. По мнению Г. П. Бевза, Уманщина с территорией современного села более 200 лет входила в состав половецкого государства Кумании. О том, что территория Паланки была ареной борьбы русских князей с кочевниками южной степи, мы находим подтверждение в Ипатьевской летописи.
В древнерусскую эпоху регион играл сначала роль пограничной, а впоследствии буферной территории, потому что не входил в состав Киевской Руси. Но, вероятно, здесь были укреплённые городки или даже крепости. Это предположение основывается на легенде, которая повествует, что на месте современного села Паланки был город Кудрин (Кудрик). Во время монгольского нашествия в XIII веке город был полностью разрушен. От Кудрина осталась одна церковь, да и та потом была разрушена. Старожилы говорят, что в урочище Дубина есть заброшенный колодец. Если на Пасху утром приложить к нему ухо, то можно услышать звон. Город так и не был восстановлен. На поле «Середина» и до сих пор находят памятники той эпохи: остатки зданий, посуду, пережжённую глину. Следует упомянуть и о так называемом Болоховском пути, который был расположен на рубеже крупных юго-западных княжеств — Киевского и Галицко-Волынского.

### Литовско-польская эпоха

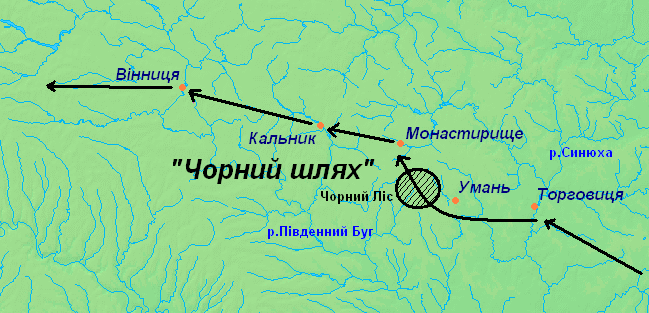
Маршрут Чёрного пути

Начало XIV века ознаменовалось усилением литовского влияния на юго-западные русские земли, в частности на правобережное Поднепровье и земли Паланки. Усиление власти Великого княжества Литовского и расширение её границ за счет княжеств не могло не повлиять на судьбу Умани, которая занимала крайнее положение и фактически отделяла Подолья от Степи. Именно по этой причине регион достаточно быстро освобождается от татарского ига. В 1363 году близ села, на реке Синюха, состоялась битва между объединённым литовско-русским войском и монголо-татарами. Эта победа положила конец татарскому владычеству на этих землях. 1400 года земля Брацлавской тьмы были переданы Хаджи-Гиреем литовскому князю Витовту.
Во второй половине XV века во времена крымского хана Менгли-Гирея Паланщина вновь страдала от разрушительных набегов татар. Именно на эти земли они осуществили 86 грабительских походов по Чёрному, Удицкому, Кривошаровскому и Звенигородскому путям. Так, Чёрный путь пролегал через Чёрный лес и броды на реке Синюха вблизи села Паланка. Несмотря на это, территория Умани заселялась новыми людьми. Возникали новые поселения. Г. П. Бевз, опираясь на польское издание «Польша XVI века», приводит поселения на территории Уманщины, среди которых впервые упоминается село Паланка.

### Казацкий период
В 1596 году в лесах между Паланкой и Уманью располагал свой лагерь Северин Наливайко перед тем, как отправиться в свой поход. На рубеже XVI—XVII веков земли Паланки перешли к магнатов Калиновских. В середине XVII века население Паланки принимает активное участие в восстаниях под предводительством сподвижника Богдана Хмельницкого, Максима Кривоноса. Но свобода была недолгой. В начале 1655 года Паланка была разрушена Потоцким и татарами. Село понемногу восстанавливалось, но ужасная судьба настигла его ещё раз в 1664 году. Уманский полковник Михаил Ханенко начал отстраивать деревню, за свои средства построил церковь Святой Параскевы (в 1856 году на месте старой церкви была построена новая Николаевская). Церковь не сохранилась до наших дней, но сохранились каменный цоколь и несколько захоронений известных священников, в частности Ясона Гребеницкого.
25 августа 1674 года Умань и окружающие земли были разрушены османами. На территории некогда процветающей земли снова возникло Дикое поле, где кочевала только татарская орда. Мимо территории села проходил Чёрный путь. С середины 1680-х годов фастовский полковник Семён Палий начал борьбу против Крымского ханства и Османской империи. Это привело к временному возрождению Уманской земли, в частности села Паланка. В 1704 году Палий был арестован русскими, а земли — выносилось тем землям быть в пустке всегда. Пустые земли начали заселяться поляками и вскоре они стали частью Речи Посполитой. В конце XVIII века на Уманщине началось восстание гайдамаков (Колиивщина), в котором активное участие принимали и мужчины Паланки. Восстание было подавлено казаками, которым Потоцкий подарил земли и села вокруг Умани. Паланка, вместе с Розсишками (родина Гонты) и Орадовкой, отошли к владениям Ивана Гонты.

### Российская империя
1793 года Уманщина вместе с селом Паланкой отошли к Российской империи в составе Брацлавской губернии, с 1795 года Брацлавского наместничества, позже Вознесенского наместничества, позже губернии. С 1796 года село уже в составе Киевской губернии.
В 1795 году в селе было 147 дворов и 1135 жителей. С 1796 года началось строительство парка «Софиевка», где участвовали и рабочие из Паланки. После смерти Потоцкого его собственность была распределена между родственниками — Паланка отошла Александру Потоцкому. В начале XIX века земли Потоцкого были конфискованы российскими властями. Село стало казённым поселением, с 1838 года — военным. Улиц не было, а только углы — Бовтик, Бурты, Жабокрич, Стрелица, Кобзаревка, Качуровка, Силковка, между которыми существовали линии.
После ликвидации военного статуса в 1860 году, земли села распределили между крестьянами. В 1860-х годах в селе проживало 1105 жителей, в 1900 году — 2508 в 496 дворах. В селе была церковь, 4 водяные мельницы, церковно-приходская школа, винная лавка, сельский банк.

### Начало XX века
Революция 1905—1907 годов, начавшаяся в столице Российской империи Петербурге, всколыхнула Украину, Уманщину и Паланку. С октября 1906 года в селе распространялись листовки с призывами к свержению царского самодержавия. С началом Столыпинских реформ революционные движения притихли, крестьяне начали расселяться на новые земли вокруг деревни, образуя хутора. Так в урочище Зелёный Гай возник хутор Коллектив из 7 хозяйств, между Паланкой и Кочержинцями на левом берегу реки Паланка — хутор Шульговка (4 хозяйства), ниже по реке хутор Коробановка. Все эти хутора просуществовали недолго — исчезли при коллективизации в 1930-х годах.
Первая Мировая война началась летом 1914 года. Мужское население было мобилизовано и отправлено на фронт. Воины Паланки отличились в боях Брусиловского прорыва. С 1917 года в селе была установлена власть Украинской Центральной Рады, с 15 февраля 1918 года — советская власть. Но в начале марта красноармейцы оставили Паланку и сюда вошли немецкие войска. Затем село было под властью Директории Винниченко. В ночь с 13 на 14 марта 1919 года в Паланке остановился на отдых Конный полк имени Петра Болбочана Армии УНР, переименованный впоследствии в Конный полк Чёрных Запорожцев. В Паланке в его состав вписались добровольцами 30 учеников Софиевской хозяйственной школы. 14 марта, по уходу полка на запад, в Паланке была установлена советская власть. Но она продержалась до августа, когда село было освобождено объединёнными украинскими войсками УНР и ЗУНР. 2 сентября большевики в очередной раз восстановили свою власть. 24 сентября сюда пришли деникинцы, которых позже снова вытеснили красноармейцы. Осенью того же года село находилось в составе подконтрольной территории Д.Терпила, более известного как атаман Зелёный.
Окончательно советская власть была установлена 15 января 1920 года. В мае 1921 года ревком передал свои полномочия Совету рабочих, крестьянских и красноармейских депутатов. Политика военного коммунизма была заменена на НЭП. Земля была роздана крестьянам. Образовалось первое ТСОЗ, которое объединило 17 крестьян. Начал действовать сельский совет, который возглавил Тодось Бондарь. В начале 1930-х годов в селе был создан колхоз «Путеводная звезда», в 1934 году был создан колхоз имени Постышева (через 2 года переименован в имени Ежова, ещё через 2 — имени Третьей Пятилетки). В 1932-33 годах село пережило голодомор, Уманщина была одним из тех регионов, которые больше всего пострадали от действий коммунистического режима УССР. Из-за голода в селе умерло 540 жителей. Кроме голода село пострадало от сталинских репрессий середины 1930-х годов. 30 крестьян было репрессировано, 18 из которых расстреляно.

### Вторая мировая война
Вторая мировая война началась для крестьян Паланки 1 августа 1941 года, когда немецкие войска вошли в деревню. Оккупация длилась 943 дня. 2 августа под Уманью было взято в плен 103 тыс. советских воинов. По случаю такой победы сюда прилетели самолётом Гитлер и Муссолини, которые 18 августа присутствовали на военном параде в Умани. На конец августа для пленных был образован концентрационный лагерь «Уманская яма» на Паланском поле, в глиняном карьере кирпичного завода. Из лагеря позже начали отпускать крестьян окрестных деревень для работы на полях. Возле железнодорожной платформы Паланка-1 в лесу были расстреляны 60 военнопленных, которых здесь же и закопали. Сейчас на этом месте установлен обелиск (1963).
Гауляйтер Украины Эрих Кох имел себе целью превратить Умань и окрестности в свои охотничьи угодья, а местных жителей истребить полностью. В Паланке действовала управа во главе с немцем Ризя. 60 односельчан был отправлен на работы в Германию. Действовали в селе и партизанские отряды, которые разбирали железнодорожные рельсы, грабили поезда и убивали немцев.
В начале 1944 года советские войска перешли в наступление возле Корсуня. 5 февраля немцы выследили беглецов из лагеря в Паланке и расстреляли их. 5 марта 1944 года началась Уманско-Ботошанская операция, которая имела целью разгромить немецкие группировки под Уманью и выйти к Днестру. В ходе её выполнения, 10 марта, село Паланка было занято силами Красной Армии.
Вслед за Красной армией начали мобилизовывать мужчин села — их насчитывалось 170 человек. Они попали в бои Ясско-Кишинёвской операции. Большинство там похоронены и сейчас. Всего в боях полегли 218 паланчан. Среди награжденных воинов является: Герой Советского Союза А. Т. Тищенко, дважды кавалер ордена Славы Т. И. Гурбич. Кроме того, награждены: орденом Славы 3 степени Л.Драч, медаль «За отвагу» получили Т. М. Драч, В. С. Корниенко, П. Ю. Кравченко, Н. К. Розсуканий, М. В. Стороженко, Ю. И. Косенко.

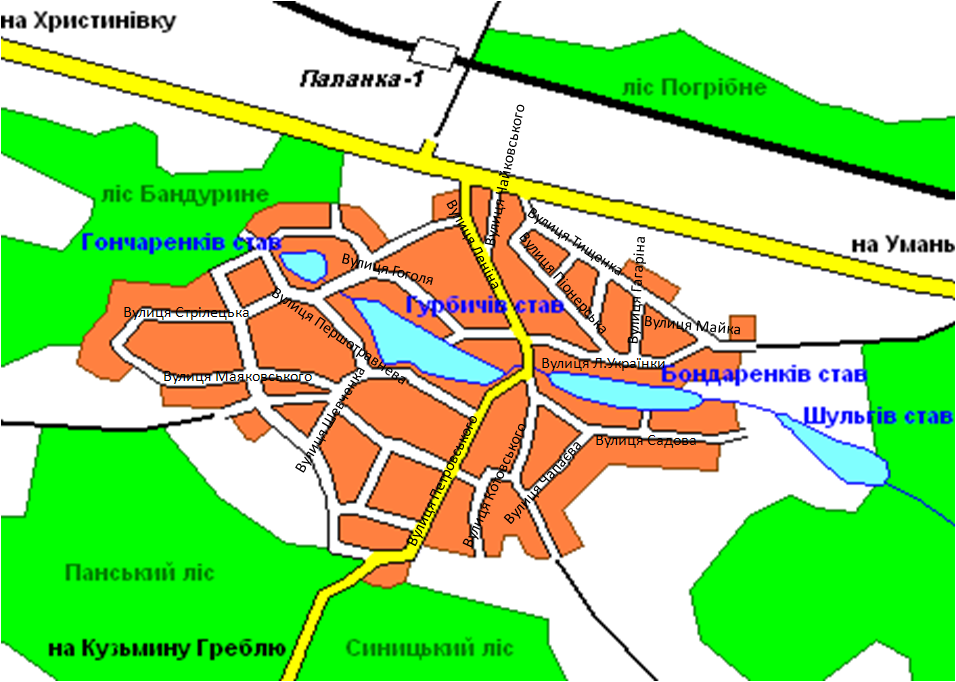
Схема села Паланка

### Послевоенные годы
После войны начались работы по восстановлению хозяйства села. Начал работать колхоз имени М. И. Калинина, который имел 2258 га сельскохозяйственных угодий, в том числе 2098 га пахотной земли. Колхоз выращивал технические и зерновые культуры, было развито мясо-молочное животноводство, огородничество и садоводство. Восстановился сад (заложен в 1932 году) на площади в 500 га. В период с 1957 по 1960 годы в селе выходила колхозная газета «Вперед, к коммунизму!». На 1959 год колхоз имел 2 комбайна, 7 жаток и одну молотилку, которыми обрабатывали 846 га земли. На 1960 год площадь пашни сократилась до 746 га. Были построены пункт товарной обработки сырья, овощехранилище. Председателями колхоза были:
| Годы    | Председатель колхоза | Годы    | Председатель колхоза |
| 1945    | С.С.Гончаренко       | 1988-97 | М.В.Белик            |
| 1945-46 | І.Т.Убогий           | 1997-99 | В.Ф.Скрипник         |
| 1946-61 | Г.М.Миколенко        | 1999-01 | В.П.Сауляк           |
| 1961-71 | А.О.Руденко          | 2001-   | М.В.Белик            |
| 1971-88 | Ф.М.Ковальчук        |         |                      |

Председатель колхоза Г. М. Миколенко получил орден Ленина.
В 1954 году построили новое здание сельского совета, 1956 года магазин, открыт Дом культуры (один из первых в области), детский сад, собственную электростанцию, стадион. Строились новые дома для колхозников, провели к селу радио. На 1957 год население имело 10 мотоциклов и 2 автомобиля. в 1958 году построен родильный дом, медпункт, баню, мельницу, 1963 года теплицы (с 1975 года — межколхозный теплично-овощной комбинат), 1970 года новую школу. В 1972 году колхоз преобразован в совхоз.
В начале 1980-х годов несколько человек попало в Афганистан. Не вернулся только М. Майко. В его честь была названа одна из улиц села. В 1986 году на ликвидации аварии на ЧАЭС принимало участие 9 паланчан. 1996 года началась газификация села. В 1991 году возобновила свою деятельность православная церковь Московского патриархата, действует ячейка ЕХБ. В 2002 году в селе было сформировано 8 фермерских хозяйств.
Председатели сельского совета:
| Годы    | председатель  | Годы    | председатель  |
| 1944-49 | А.В.Каменский | 1976-78 | М.В.Кравченко |
| 1949-50 | В.Деревянко   | 1978-91 | П.Ю.Панасенко |
| 1950-51 | Лисак         | 1991-94 | П.П.Диденко   |
| 1951-52 | Мацибора      | 1994-98 | Ф.М.Ковальчук |
| 1952-63 | Г.К.Косенко   | 1998-02 | М.Й.Драч      |
| 1963-76 | П.Ю.Панасенко | 2002-   | П.Ф.Кучеренко |

## Природа
Село расположено на горбатой равнине Приднепровской возвышенности в центральной лесостепной зоне Украины. Рядом с селом находятся истоки реки Паланка, притока реки Уманки. Паланка размещена по обе стороны оврага, который тянется с запада на восток. С западной и восточной сторон от села пролегают плоские равнины, с юго-востока и севера находится лес, который простирается амфитеатром. Почвы вокруг и в самом селе чернозёмно-суглинистые, чернозёмные и глиняные.
Площадь земель, подчиненных Паланскому сельскому совету, составляет 4395 га, из них в сельскохозяйственном использовании — 1647 га, в том числе 1361 га пахотной земли. Земель резервного фонда — 279 га, земель запаса — 151 га, земель историко-культурного назначения (территория правой части урочища Зелёный Гай — бывшее древнее поселение и территория бывшего хутора Коллектив) — 35 га.

## Фотогалерея

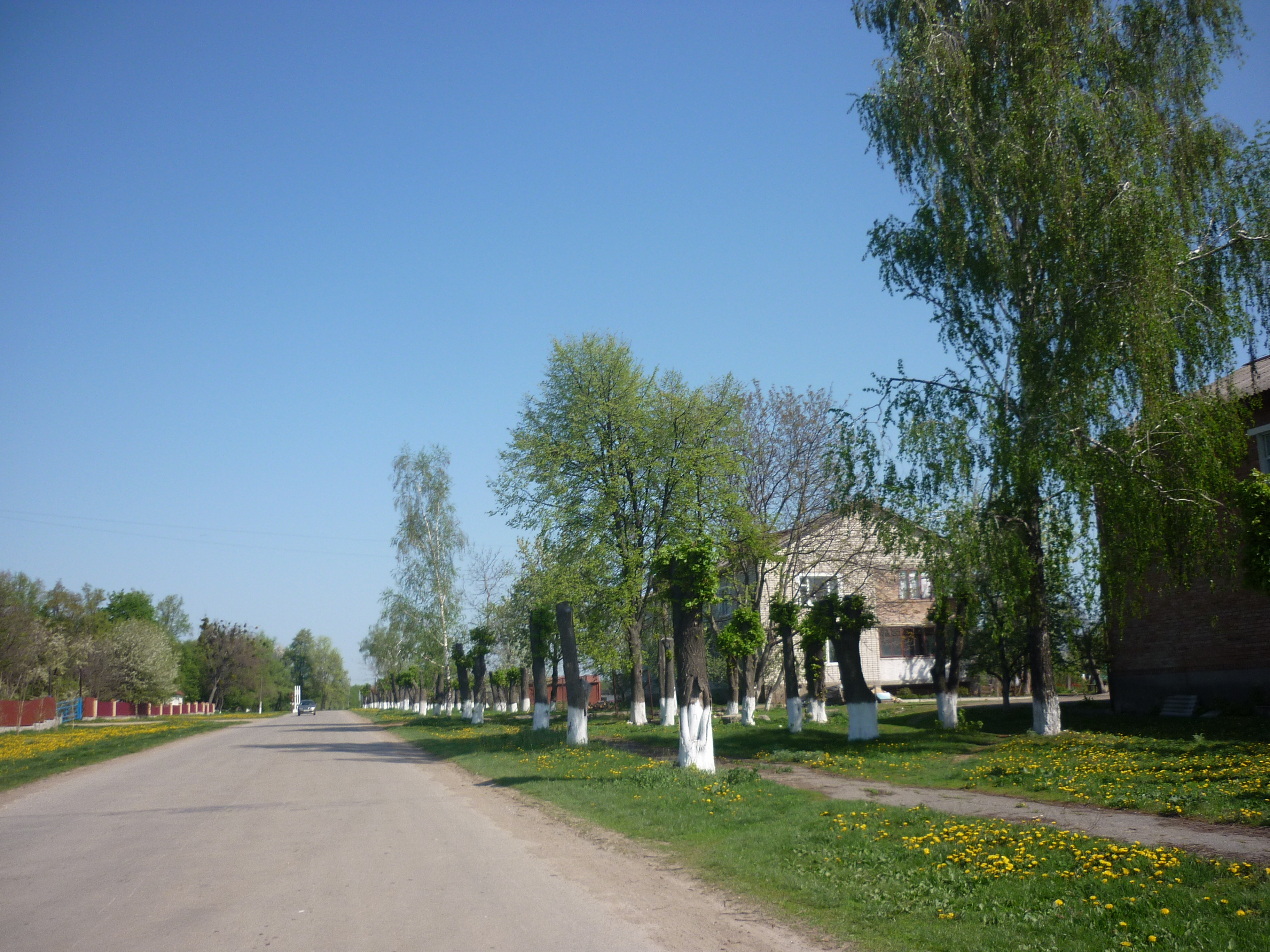
Улица Грушевского
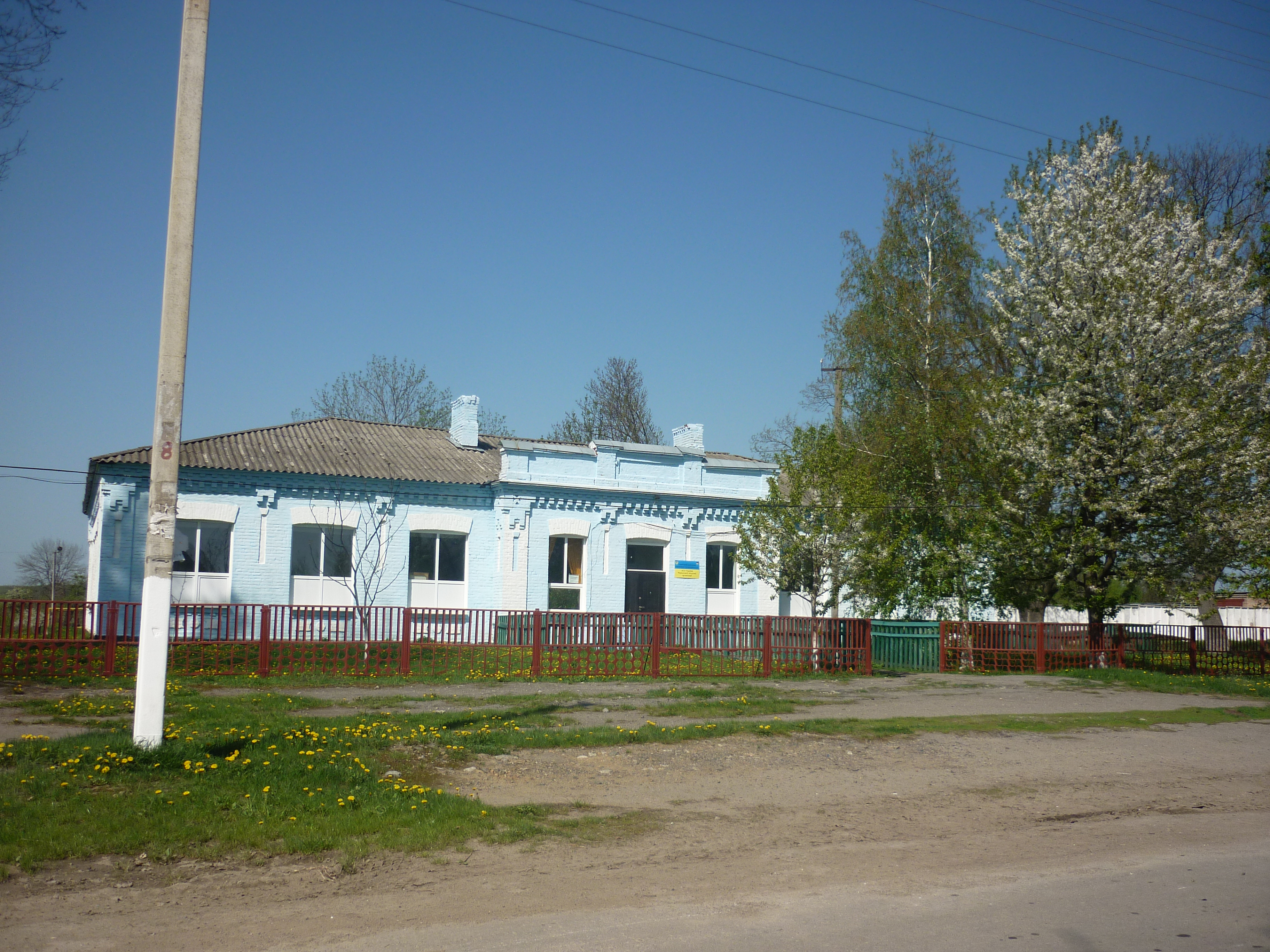
Здание ТСОУ
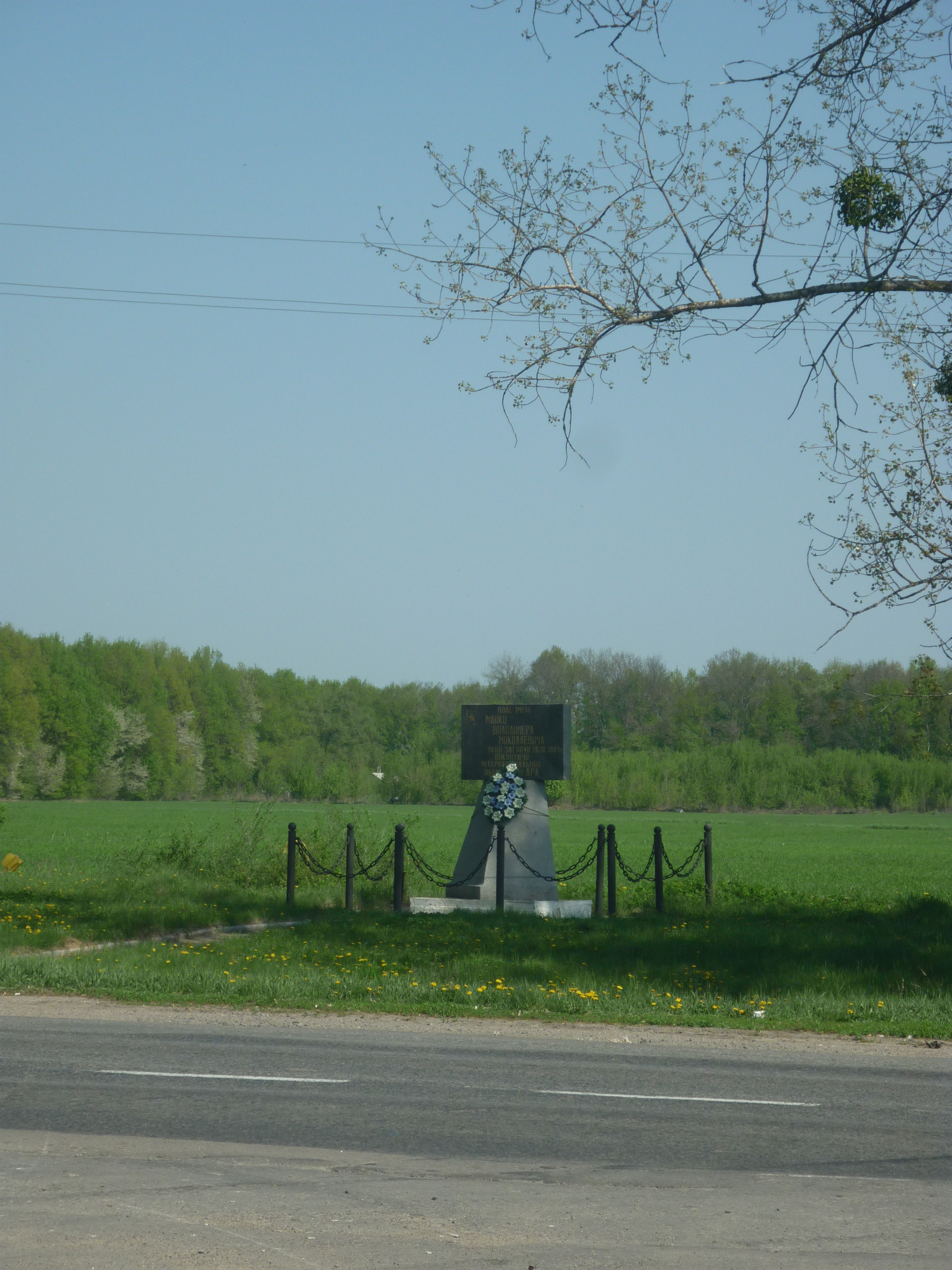
Поле имени В.Н. Майко, погибшего в Афганистане